# 支那駐屯歩兵第2連隊
支那駐屯歩兵第2連隊（しなちゅうとんほへいだい2れんたい、支那駐屯歩兵第二聯隊）は、大日本帝国陸軍の歩兵連隊の一つ。1936年（昭和11年）4月18日に天津駐屯歩兵隊を改編して設けられ、天津の海光寺に在ったことから、海光寺部隊と呼ばれた。1936年（昭和11年）6月18日軍旗授与、初代連隊長は萱嶋高大佐、補充担任は東京連隊区。

## 概要
1936年（昭和11年）、北支情勢の悪化に備え支那駐屯軍を強化した際、天津駐屯歩兵隊を改編し本連隊が編成され、支那駐屯軍隷下に新設された支那駐屯歩兵旅団に属した。同時に北平駐屯歩兵隊を改編して支那駐屯歩兵第1連隊も編成され同旅団に属した。
1937年（昭和12年）7月7日に、北平郊外の永定河東岸で演習中の支那駐屯歩兵第1連隊に対し何者かが発砲し盧溝橋事件が発生、日中戦争（北支事変）が勃発した。戦闘が勃発すると支那駐屯軍は朝鮮の1個師団と関東軍の2個混成旅団および内地の3個師団を隷下に入れ、同年8月31日に第1軍に改編され廃止された。支那駐屯軍廃止の際、駐屯軍直轄部隊は支那駐屯混成旅団に改編され、本連隊は同旅団に属し、翌1938年（昭和13年）3月12日からは支那駐屯混成旅団を改称した支那駐屯兵団に属した。支那駐屯兵団に改称した際、支那駐屯歩兵第1連隊と本連隊から兵力を抽出し支那駐屯歩兵第3連隊も設けられた。
1938年（昭和13年）6月21日に支那駐屯兵団を改編して第27師団が編成された後は同師団に属した。同師団に属し同年7月から武漢作戦に参戦した。武漢作戦終了後は衛戍地の天津に戻り駐屯していたが、1943年（昭和18年）6月に満州に移駐した。
1944年（昭和19年）2月からは大陸打通作戦に参戦、4月17日に作戦が開始され5月9日には確山に至り、第一段の京漢陸路の打通を達成した。打通達成後第二段の湘桂作戦に参戦、その後遂贛作戦を終え贛州からさらに南下し広東に移駐、連合国軍の中国南部上陸に備えていたが、1945年（昭和20年）4月18日には所属する第27師団が支那派遣軍直轄師団となり上海方面に向け移動中に南昌で終戦を迎えた。1946年（昭和21年）に復員。

## 歴代連隊長
| 代 | 氏名       | 在任期間     | 備考 |
| -- | ---------- | ------------ | ---- |
| 1  | 萱嶋高     | 1936.5.30 -  |      |
| 2  | 岡崎清三郎 | 1937.11.1 -  |      |
| 3  | 吉田茂登彦 | 1939.1.16 -  |      |
| 4  | 宮崎武之   | 1940.3.9 -   |      |
| 5  | 松井真二   | 1941.10.15 - |      |
| 6  | 桜庭子郎   | 1944.9.11 -  |      |
| 末 | 井上進     | 1945.2.20 -  |      |